# FA-cupfinalen 1953
FA-cupfinalen 1953 spelades den 2 maj på Wembley Stadium mellan Blackpool FC och Bolton Wanderers. Finalen betraktas som en av de mest klassiska och dramatiska i turneringens historia. 
Blackpool vann med 4–3 efter att ha legat under med 1–3 tjugo minuter innan full tid. Stan Mortensen gjorde hat trick för Blackpool, vilket är enda gången en spelare gjort tre mål i en FA-cupfinal. Trots denna bedrift är matchen emellertid känd som The Matthews Final efter Stanley Matthews framträdande insats. 38-årige Stanley Matthews som tidigare varit med om att förlora två FA-cupfinaler med Blackpool 1948 och 1951 dominerade matchen och spelade fram till flera av målen, bland andra det avgörande som gjordes av Bill Perry på övertid.
Finalen sågs av 100 000 åskådare på Wembley Stadium och sändes dessutom i TV.

## Matchfakta
|  | 2 maj 1953 | Blackpool                         | 4–3                  | Bolton Wanderers                  |                                                   |                                                   |
|  |            | Mortensen 35′ 68′ 89′ Perry 90+2′ | (1–2) (Matchrapport) | Lofthouse 2′ Langton 40′ Bell 55′ | Publik: 100 000 Domare: B. M. Griffiths (Newport) | Publik: 100 000 Domare: B. M. Griffiths (Newport) |
|  |            |                                   |                      |                                   | Publik: 100 000 Domare: B. M. Griffiths (Newport) | Publik: 100 000 Domare: B. M. Griffiths (Newport) |
|  |            |                                   |                      |                                   | Publik: 100 000 Domare: B. M. Griffiths (Newport) | Publik: 100 000 Domare: B. M. Griffiths (Newport) |

| Blackpool · | Bolton Wanderers |

|           |    |                    |  |
|           |    |                    |  |
| MV        | 1  | George Farm        |  |
| HB        | 2  | Eddie Shimwell     |  |
| VB        | 3  | Tommy Garrett      |  |
| HH        | 4  | Ewan Fenton        |  |
| CH        | 5  | Harry Johnston (c) |  |
| VH        | 6  | Cyril Robinson     |  |
| HY        | 7  | Stanley Matthews   |  |
| HI        | 8  | Ernie Taylor       |  |
| CF        | 9  | Stan Mortensen     |  |
| VI        | 10 | Jackie Mudie       |  |
| VY        | 11 | Bill Perry         |  |
| Manager:  |    |                    |  |
| Joe Smith |    |                    |  |

|              |    |                 |  |
|              |    |                 |  |
| MV           | 1  | Stan Hanson     |  |
| HB           | 2  | John Ball       |  |
| VB           | 3  | Ralph Banks     |  |
| HH           | 4  | Johnny Wheeler  |  |
| CH           | 5  | Malcolm Barrass |  |
| VH           | 6  | Eric Bell       |  |
| HY           | 7  | Doug Holden     |  |
| HI           | 8  | Willie Moir (c) |  |
| CF           | 9  | Nat Lofthouse   |  |
| VI           | 10 | Harold Hassall  |  |
| VY           | 11 | Bobby Langton   |  |
| Manager:     |    |                 |  |
| Bill Ridding |    |                 |  |